# Flávia Oliveira
Flávia Maria de Oliveira Paparella (Rio de Janeiro, 27 d'octubre de 1981) és una ciclista brasilera, professional des del 2009 i actualment a l'equip Lares-Waowdeals Women. Va ser suspesa durant dos anys per un positiu en Oxilofrina.

## Palmarès
- 2014
  - Vencedora d'una etapa a la Volta a Costa Rica
  - Vencedora d'una etapa a la Volta a El Salvador
- 2015
  - Vencedora d'una etapa a la Volta a Costa Rica
- 2016
  - 1a al Tour de l'Ardecha i vencedora d'una etapa
  - Vencedora d'una etapa a la Volta a Polònia